# Hyperolius jacobseni
Hyperolius jacobseni é uma espécie de anfíbio anuro da família Hyperoliidae. Está presente na República Centro-Africana. A UICN classificou-a como deficiente de dados.